# National Association of Hispanic Real Estate Professionals
La National Association of Hispanic Real Estate Professionals (Asociación Nacional de Profesionales de Bienes raíces Hispanos) es una organización sin ánimo de lucro ubicada en Washington D. C., Estados Unidos que reúne a los profesionales del sector inmobiliario norteamericano. 

## Historia
NAHREP fue fundada originalmente por Gary Acosta y Ernest Reyes en septiembre de 1999. En este mismo año, Ruben Garcia se une al equipo de trabajo como Director Ejecutivo, comenzando así, el establecimiento de un grupo directivo de gran importancia. NAHREP, es la primera organización en la industria inmobiliaria en constituir una junta directiva conformada por altos ejecutivos de corporaciones de la industria como Fannie Mae, Countrywide, Cendant, and First American. En marzo de 2000, sus dos miembros fundadores comienzan a ocupar los cargos de presidente y vicepresidente respectivamente. Durante este mes, se une a la junta asesora el ex – secretario de la Housing Urban Development (HUD). 
Durante este año también comienza la distribución de “Real Voices”, el boletín informativo oficial de NAHREP, y en noviembre se inicia el desarrollo del programa educativo profesional de la organización.
El año 2001 vio el nacimiento de la Primera Conferencia Anual de Mercadeo Hispano en San Diego California, con la asistencia de importantes personalidades de la industria inmobiliaria, así como la duplicación del número de miembros activos, los cuales para diciembre de este año alcanzaron las 4000 personas.
NAHREP ha desarrollado estudios relacionados con la comunidad hispana en los Estados Unidos: "Five Barriers to Hispanic Homeownership", "The Potential for new Latino homeownership among undocumented Latino Immigrants" y "The Potential of Hispanic Homeownership: Challenges and Opportunities".

## Miembros
Los miembros de NAHREP, rigén su comportamiento en la creencia que todo estadounidense pueda tener las mismas oportunidades para llegar a ser propietario de vivienda. La intención de los consejeros y miembros de la organización es ayudar a más familias hispanas realizar el Sueño Americano al proveerle a la comunidad un servicio confiable, ético, bilingüe y consciente de las diferencias culturales.